# Roy Cooper
Roy Asberry Cooper III (Nashville, 13 de junho de 1957) é um advogado e político norte-americano, o 75º Governador da Carolina do Norte (2017-2025). Anteriormente, Cooper foi entre 2001 a 2017 o Procurador-Geral do estado, além de Senador estadual e Representante estadual. Cooper é membro do Partido Democrata.
Em 2016, Cooper concorreu a Governador contra o republicano Pat McCrory, no cargo desde 2013. Em 8 de novembro, Cooper recebeu 2.309.157 votos (49,02%), enquanto McCrory obteve 2.298.881 votos (48,80%). McCrory reconheceu sua derrota apenas em dezembro, e Cooper foi empossado em 1º de janeiro de 2017.